# Trio Delinski
Trio Delinski je bio trio hrvatskih ženskih vokalistica. Utemeljio ga je i vodio Božidar Mohaček, dirigent na Državnom krugovalu, što je omogućilo ovom triju da ga se uvijek moglo čuti na toj postaji. 
Najpoznatija članica je Rajka Vali, koja je članica tria od 1943., kad je ušla kao zamjena za pjevačicu koja je oboljela te nije mogla doći na snimanje radijske emisije. Rajka Vali je dovedena po prijateljskim vezama, a potreba je bila hitna, jer se u ono vrijeme snimalo uživo − pa kako ispadne. Nakon toga Rajka se ustalila za jedno kraće vrijeme u triju Delinski, uz Savku Radonjić i Martu Biro. 
Osim radijskih, trio Delinski je pjevao i na zabavama za vojnike, s obzirom na to da su bila ratna vremena te se nije moglo organizirati velike koncertne turneje i festivalske nastupe.

## Vanjske poveznice
- Vijenac br.354/2007.  Arhivirana inačica izvorne stranice od 21. ožujka 2021. (Wayback Machine) Samo jednom se ljubi, 27. rujna 2007.
- Rajka Vali  Arhivirana inačica izvorne stranice od 2. siječnja 2013. (Wayback Machine) Intervju
- Barikada - World of Music  Arhivirana inačica izvorne stranice od 7. srpnja 2011. (Wayback Machine) Rajka Vali
- Vijenac  Arhivirana inačica izvorne stranice od 19. svibnja 2011. (Wayback Machine) Nada Vrkljan-Križić: Ispravljena nepravda, 27. prosinca 2001.
- Zlatne melodije 40-ih godina